# Uniwersytet Kalifornijski w Berkeley
Uniwersytet Kalifornijski w Berkeley (ang. University of California, Berkeley) skrót.: UC Berkeley, Berkeley, Cal – najstarszy i najważniejszy spośród dziesięciu kampusów Uniwersytetu Kalifornijskiego. Położony w Berkeley w Kalifornii nad Zatoką San Francisco.
Został założony 23 marca 1868, z połączenia prywatnego College of California in Oakland i stanowego Agricultural, Mining and Mechanical Arts College. Pierwotnie ulokowany był w Oakland, lecz już w 1873 r. przeniósł się do Berkeley.
Fizycy z Berkeley odegrali kluczową rolę w programie budowy amerykańskiej bomby atomowej podczas II wojny światowej oraz bomby wodorowej niedługo potem. Od tego czasu Uniwersytet w Berkeley zarządza laboratoriami nuklearnymi w Los Alamos i Livermore. Naukowcy z Berkeley wynaleźli cyklotron, odkryli antyproton, odegrali kluczową rolę w stworzeniu lasera, wyjaśnili procesy zachodzące w czasie fotosyntezy, odkryli wiele pierwiastków chemicznych (w tym pluton, berkel, lorens i kaliforn), wyizolowali wirusa polio i zaprojektowali eksperyment, który pozwolił udowodnić twierdzenie Bella.
W laboratorium Badań na Elektroniką stworzony został pakiet oprogramowania SPICE.

## Działalność studentów
Uniwersytet nadal cieszy się pewną sławą związaną z historią aktywności jego studentów. Powstały w 1964 Ruch Wolności Słowa był sprzeciwem wobec prób usunięcia z kampusu politycznych pamflecistów, zaś zamieszki w Parku Ludowym w Berkeley były częścią międzynarodowej fali protestów studenckich, która miała miejsce w latach sześćdziesiątych XX w., związanych z hippisowską kontrkulturą. Wbrew swojej aktywistycznej i rewolucyjnej historii, kampus Berkeley jest jednak wyjątkowo spokojny, na jego obszarze leży wiele cichych, zielonych terenów oraz liczne, wyróżniające się architektonicznie budynki.
W kampusie w Berkeley powstało także wolne odgałęzienie systemu operacyjnego Unix, znane jako Berkeley Software Distribution – w skrócie BSD, i wydawanego na licencjach o tej samej nazwie.
W Berkeley literaturę słowiańską (slawistykę) wykładał w latach 1960–1978 Czesław Miłosz. Profesorem tej uczelni był także inny polski uczony – prof. Jerzy Spława-Neyman.
Również na tym uniwersytecie powstała platforma obliczeń rozproszonych BOINC. Korzystają z niej różne przedsięwzięcia, np. SETI@home zajmujące się poszukiwaniem życia pozaziemskiego lub Rosetta@Home zajmująca się symulowaniem zwijania białek – a także wiele innych.
Drużyny sportowe kampusu w Berkeley noszą nazwę California Golden Bears i w charakterze logo posługują się stylizowanym napisem Cal.